# Klintsundet

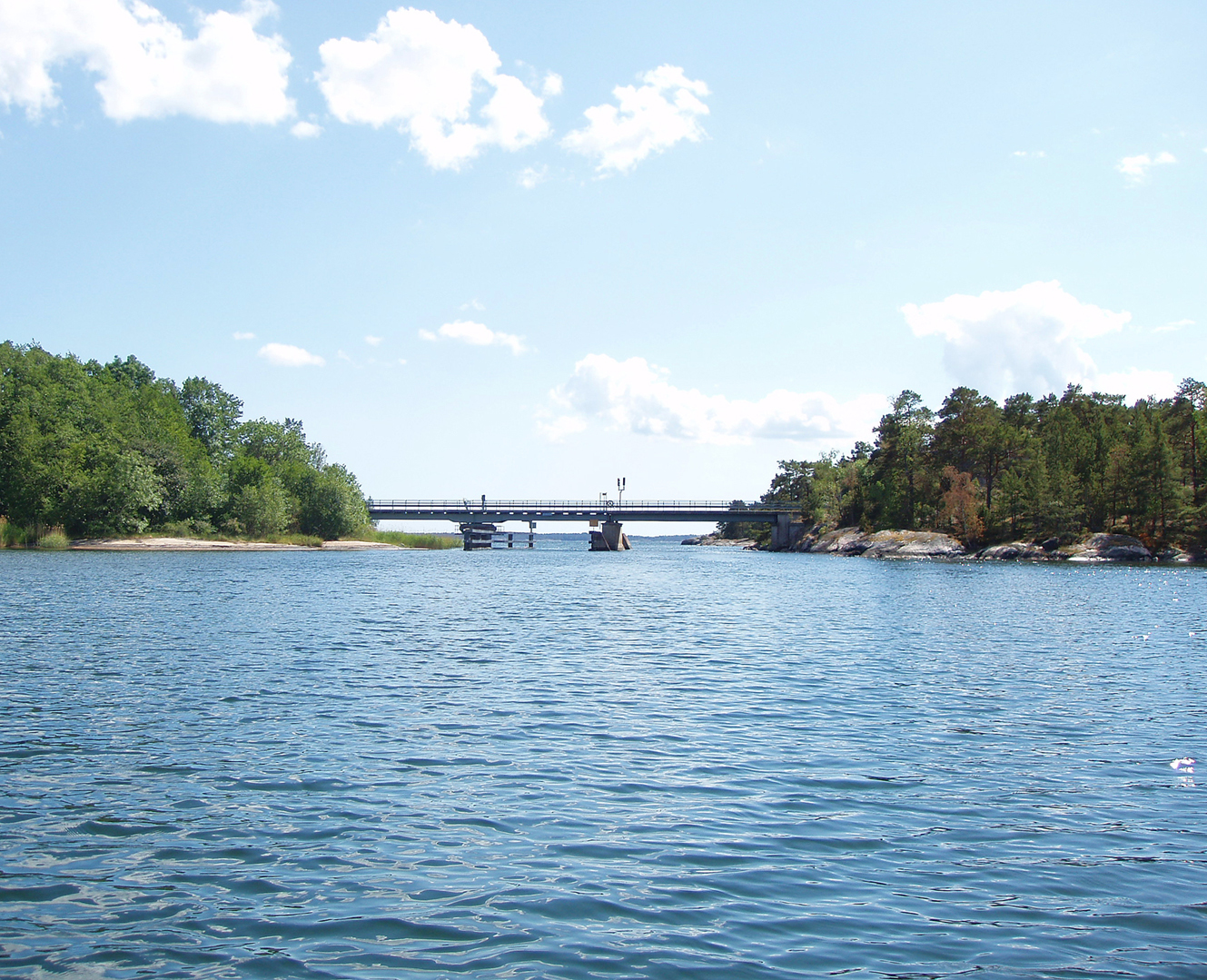
Klintsundet mellan Västra och Östra Lagnö. Foto: 2008.

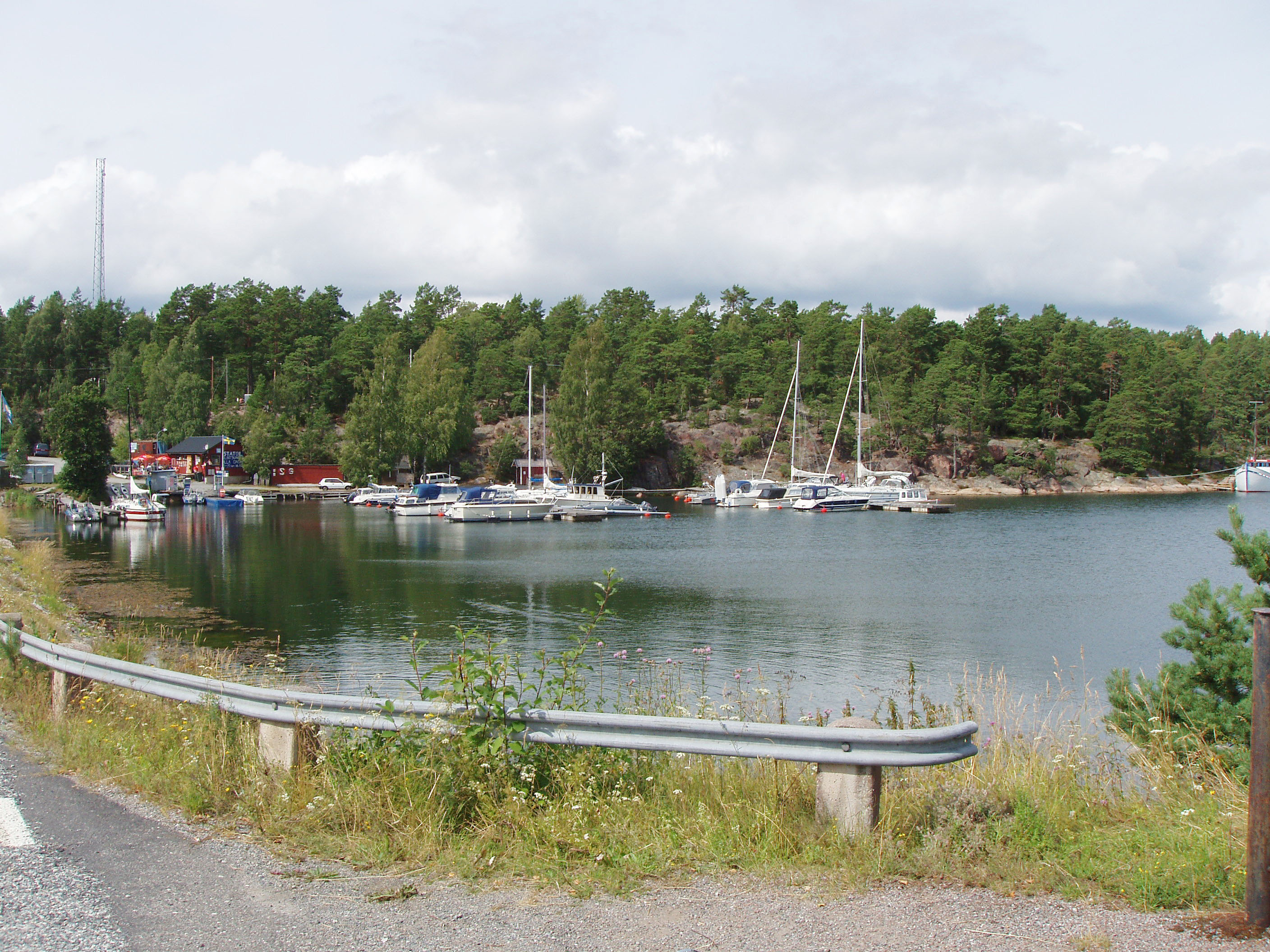
Klintsundets gästhamn med bensinstation för båtar. Foto: 2009.

Klintsundet är ett sund på den nordligaste delen av Ljusterö mellan området Västra Lagnö och ön Östra Lagnö gästhamn och skärgårdsbutik. Östra Lagnö är förbunden med den norra sidan av Västra Lagnö med en bro över Klintsundet och ligger nordost om området Västra Lagnö. Namnen på öarna härrör från tiden före mitten av 1800-talet då Västra Lagnö utgjorde en ö separerad från norra Ljusterös övriga landmassa. "Lagnö" är ett vanligt namn i flera av de svenska skärgårdarna på ostkusten och avser en angöringsplats för större fartyg. Förledet "klint" betyder branter, branta bergssidor.
Klintsundet förbinder i ostlig riktning de inre farvattnen omkring Furusundsleden i höjd med Östanå på fastlandsidan med de yttre farvattnen och Husaröleden i höjd med norra Husarö. På den östra sidan av Klintsundet utbreder sig fjärden Gällnan med Husaröleden på cirka 5 distansminuters avstånd från Klintsundet i rakt ostlig riktning. Klintsundet är vindskyddat och skärgårdsbutiken tillhandahåller bränsle, dricksvatten och till viss del proviant. Där finns en mindre gästhamn och bland annat uthyrning av kajak och vattenskoter.
Den manuellt öppningsbara svängbron över Klintsundet tillkom 1964. Den seglingfria höjden är 3 meter. Under tiden 1 juni till 31 augusti öppnas bron dagtid av brovakten, som har en brovaktsstuga vid det norra brofästet på Östra Lagnö.

## Kommunikationer
Klintsundet är förbunden med fasta bussförbindelser på Ljusterö och via Ljusterö färjeläge med Stockholms läns övriga kollektiva trafiknät. SL trafikerar dagligen Klintsundet med buss (2020).